# Randy Jones (bobbista)
Randy Jones (Winston-Salem, 24 giugno 1969) è un ex bobbista statunitense.

## Biografia
Ai XIX Giochi olimpici invernali (edizione disputatasi nel 2002 a Salt Lake City, Stati Uniti d'America) vinse la medaglia d'argento nel Bob a 4 con i connazionali Todd Hays, Garrett Hines e Bill Schuffenhauer partecipando per la nazionale statunitense, superati da quella tedesca a cui andò la medaglia d'oro. 
Il tempo totalizzato fu di 3:07,81, con un breve distacco dalla prima classificata: 3:07,51.
Inoltre ai campionati mondiali vinse alcune medaglie:
- nel 1993, bronzo nel bob a quattro con Brian Shimer, Bryan Leturgez e Karlos Kirby
- nel 1997, bronzo nel bob a quattro con Chip Minton, Brian Shimer e Robert Olesen[3]
- nel 2003, argento nel bob a quattro con Todd Hays, Bill Schuffenhauer e Garrett Hines